# Catocala forresti
Catocala forresti là một loài bướm đêm trong họ Erebidae.